# 江艺平
江艺平（1956年9月3日—），笔名舒黔，籍贯广东陆丰，生于广东省增城县（今广州市增城区），是一位中国新闻工作者，长期服务于广东省南方报业传媒集团，历任《南方农村报》主编、《南方周末》主编、南方报业传媒集团社委先后主管《21世纪报系》、《南方日报》珠三角新闻、南方报业传媒集团副总编辑（2008年12月3日前主管南方都市报，后主管南方农村报和南方新闻研究所）。2013年9月24日，微博實名認證為南都資深媒體人的莊子慎之發微博稱江藝平的提前退休申請已批准通過。網友紛紛留言熱議，稱「一個時代結束了」。

## 生平
江艺平的父亲是资深共产党干部，但在她出生不久，就被打成右派。江艺平在惠州和韶关长大。曾当过知青、钳工。1977年，中国大陆恢复高考后，江艺平考入中山大学中文系。1982年，毕业后进入南方日报社，90年代初任《南方农村报》主编。1996年任南方日报社社委，接替退休的前任主编左方出任南方周末主编，当时的《南方周末》以敢于批评社会腐败现象，其稿件时常遭中宣部审查媒体内容的"阅评小组"点名批评。2000年1月，广东省委宣传部下令江艺平调离南方周末。在江艺平调离1年4个月后，《南方周末》内部再次发生人事变故，执行总编钱钢调离，副主编陈明洋撤职（现在还在该报社工作），新闻部主任长平调至发行部，副主任谢方伟开除，几位主要骨干记者杨海鹏、连清川、曹西弘、陈菊红、方三文、刘洲伟先后离开。之后，江艺平改为主管南方日报报业集团下属的《21世纪报系》，但好景不长，2003年3月13日旗下《21世纪环球报道》被中宣部勒令停刊，据坊间传闻认为，停刊原因与该报刊登毛泽东前秘书李锐的访谈，批評政改停滯不前，觸及當局政治禁區所致，但官方对个中原因始终三缄其口。
2006年，南方报业社长范以锦退休，江艺平的好友杨兴锋接任社长，范、杨两人同时请求省委宣传部提升江藝平为南方报业传媒集团副总编辑，分管因南都案受重创的南方都市报。
2008年12月3日江艺平第三次遭遇工作调动，傳與2008年4月發生的《南都周刊》副總編長平事件以及長期以來《南都》出位言論有關。2008年3月西藏騷亂事件發生後，長平在英國《金融時報》中文網以筆名發表《西藏：真相與民族主義情緒》一文，批評中國當局的西藏政策，呼籲信息透明和輿論開放。其后经江艺平本人证实，南方报业传媒集团内部会议决定自12月3日起江艺平不再分管《南方都市报》，改由分管南方农村报和南方新闻研究所。《南方都市报》由其老友南方报业集团社长杨兴锋亲自兼管。江艺平的老下属曹轲接替她任《南方都市报》总编辑。
2008年底，处于半退休状态的江艺平开始在南方周末上开设不定期专栏《故人如故》。
2013年9月24日，江艺平提前从南方报业传媒集团副总编辑的任上退休。

## 作品
20世纪90年代中，当时已经是《南方周末》主编的江艺平与创办人左方提出《南方周末》的报训：“彰显爱心，弘扬正义，坚守良知。”为南方系报道的风格与精神内涵定调。
1999年，江藝平任《南方周末》主編時期为新年獻詞“總有一种力量讓你淚流滿面”写的主编寄语“讓無力者有力，讓悲觀者前行”，具有个人鲜明特色，是其鼎盛时期作品。2000年，在《千年特刊》上，江艺平用更明晰的语言写道：“为什么我们从不放弃？因为我们爱的深沉。”
2014年，江艺平再次发文，声明其主编时期的著名新年献词（1999）“总有一种力量让你泪流满面”的实际主要作者是沈颢。

## 外部連結
- 江艺平：中国现状与媒体自觉 （页面存档备份，存于）
- 香港《南华早报》：Concern at removal of veteran journalist （页面存档备份，存于）